# Алекси Лайхо
Алекси Лайхо (роден като Марку Уула Алекси Лайхо; 8 април 1979 – 29 декември 2020) е финландски китарист, композитор и вокалист. Той e най-известен като водещ китарист, водещ вокалист и основател на мелодичната дет метъл група Чилдрън ъф Бодъм, а също така китарист на Синерджи, The Local Band, Kylähullut и Бодъм Афтър Миднайт, които се сформирали точно преди смъртта му. Лайхо преди това е свирил с Thy Serpent и Impaled Nazarene понякога, както и с Уормен и Хипокриси.

## Биография
Роден е на 8 април 1979 г. в Еспоо (Espoo), Финландия. Започнал е да свири на пиано, когато е бил на 5 години. По-късно взима уроци и по цигулка. Вслушва се в по-голямата си сестра Ана и спира да свири на класически инструменти на единадесет годишна възраст за да започне да свири на китара.
Затвореният живот, пресъздаден в песента на Стив Вай (Steve Vai) – For the love of God (от албума Passion and Warfare), оказва особено влияние върху решението му да стане китарист и скоро започва да взима уроци в Finnish Pop & Jazz Conservatory.
За развитието на стилът му на свирене допринася китаристът Roope Latvala (с който по-късно свирят в Sinergy и след това в Children of Bodom), от който Алекси е повлиян.

## Дискография

### С Children of Bodom
Албуми, демо записи и EP-та
- Implosion of Heaven – Демо (1993)
- Ubiquitous Absence of Remission – Демо (1995)
- Shining – Демо (1996)
- Something Wild (1997)
- Hatebreeder (1999)
- Tokyo Warhearts (концертен от 1999)
- Follow the Reaper (2000)
- Hate Crew Deathroll (2003)
- Trashed, Lost & Strungout (2004)
- Are You Dead Yet? (2005)
- Stockholm Knockout Live - Chaos Ridden Years (концертно CD & DVD 2006)
- Blooddrunk (2008)
- Relentless Reckless Forever (2011)
- Halo Of Blood (2013)
- I Worship Chaos (2015)
- Hexed (2019)

### Сингли
- Children of Bodom (1998)
- Downfall (1999)
- Hate Me! (2000)
- You're Better Off Dead! (2002)
- Needled 24/7 (2003)
- In Your Face (2005)
- Are You Dead Yet? (2006)
- Thrashed Lost And Strungout (2006)

### Със Sinergy
Албуми
- Beware the Heavens (1999)
- To Hell and Back (2000)
- Suicide By My Side (2002)

### С Kylähullut
Албуми
- Keisarinleikkaus (2004)
- Turpa Täynnä (2005)
- Lisää Persettä Rättipäille EP (2007)
- Peräaukko Sivistyksessä (2007)

### С Impaled Nazarene
Албуми
- Nihil (2000)

1. ↑  Jussi Mankkinen. Viinaa, vihaa ja "mieshuoraamista Kallion räkälöissä": elämäkerta paljastaa hevilegenda Alexi Laihon rajun elämän //   13 март 2019 г. Посетен на 4 януари 2021 г.